# Coração de Jesus (Lisboa)
Coração de Jesus (anteriormente designada por Camões) é uma parte da cidade e antiga freguesia portuguesa do município de Lisboa, com 0,56 km² de área e 3 689 habitantes (2011). Densidade: 6 587,5 hab/km². Situava-se no coração de Lisboa, na zona do Marquês de Pombal e da Avenida da Liberdade.
Como consequência de uma reorganização administrativa, oficializada a 8 de novembro de 2012 e que entrou em vigor após as eleições autárquicas de 2013, foi determinada a extinção da freguesia, passando o seu território integralmente para a nova freguesia de Santo António.

## Espaço

### Limites da antiga freguesia
Partindo do cruzamento da Rua do Salitre com a Rua Castilho, segue, para Nordeste, pelo eixo desta rua, até ao seu cruzamento com a Rua Joaquim António de Aguiar; desce pelo eixo desta avenida, até ao centro da Praça do Marquês de Pombal; daqui continua para Norte, pelo eixo da Avenida Fontes Pereira de Melo, até ao viaduto sobre a Rua de São Sebastião da Pedreira; inflete para Leste, prosseguindo pelo meio dos Largo de Andaluz e das Palmeiras, em direção à Rua de Andaluz, e pelo eixo desta rua; segue, depois, para Sueste, pelo eixo da Rua Ferreira Lapa, até atingir a vedação do Hospital Miguel Bombarda; desviando-se para Sul, passa a contornar, pela respetiva vedação, este hospital, até ao topo da Rua Dr. Almeida Amaral; continua, para Sul, pelo eixo desta rua, até à Alameda de Santo António dos Capuchos; toma a direção Oeste, atravessa a Rua Luciano Cordeiro e prossegue pela vedação norte do Hospital Santo António dos Capuchos (que dá para a Calçada de Santo António); segue, para Sul, pela vedação ocidental do mesmo hospital, na parte que o separa das instalações do Sporting Clube de Portugal; inflete, então, para Oeste, na direção da Travessa Larga, atingindo a Rua do Passadiço, entre os prédios com os números 80 e 82; continua na mesma direção, pelo eixo da Travessa Larga, até se encontrar com a Rua Manuel de Jesus Coelho; segue, para Sudoeste, pelo eixo da Rua Manuel de Jesus Coelho, até à Avenida da Liberdade, em direção ao Monumento aos Mortos da Grande Guerra, junto ao começo da Rua do Salitre; por fim, sobe pelo eixo da Rua do Salitre, até ao ponto de partida, no seu cruzamento com a Rua Castilho.
A área da freguesia era de 0,558 km².

### Roteiro
A Avenida da Liberdade e a Praça do Marquês de Pombal (Rotunda) eram os eixos sobre os quais se articulava a freguesia do Coração de Jesus. A toponímia identifica grandes personalidades do liberalismo constitucional. Contudo, registam-se referências a antigos sítios tais como: Andaluz, Horta da Cera e de Santa Marta, bem como, a memória ruralista dos locais – as travessas do Loureiro, e das Parreiras.
Nomes de antigos urbanizadores também estão evocados – o caso do advogado capitalista Barata Salgueiro e as terras dos Condes de Redondo.

## Símbolos
- Orago Maior – Santíssimo Coração de Jesus
- Orago Menor – Sagrada Família
- Ordenação heráldica do brasão e bandeira – Publicada no Diário da República, III Série de 16 de Julho de 1997
- Armas – Escudo de ouro, livro aberto de prata, encadernado e decorado de vermelho e brocante, uma pena de azul, posta em barra; em chefe, coração de vermelho, flamejante do mesmo e abraçado por coroa de espinhos de negro. Coroa mural de prata de três torres. Listel branco com a legenda a negro  "CORAÇÃO DE JESUS – LISBOA" (maiusculado).
- Bandeira– A bandeira da freguesia do Coração de Jesus (1x1) era azul, com cordões dourados e borlas de ouro e azul. Haste e lança de ouro. Existem dois tipos de bandeiras na freguesia, uma para cerimónias e cortejos (a que aparece no topo deste artigo) e outra para hastear em edifícios (onde existe apenas quatro ligeiras diferenças, a haste e a lança, deixam de ser de ouro e os cordões dourados e as bordas de ouro e azul também desaparecem, a bandeira passa a ser de 2x3).

## População
| Número de residentes        | 4991                   |
| Número de famílias          | 2470                   |
| Dimensão média das famílias | 2,020 (em 1981: 2,198) |
| Densidade populacional      | 9,208                  |
| Número de eleitores         | (1993) 7356            |

Na última década a freguesia perdeu 4 833 habitantes pois passou de 9829 (em 1981) para 4991 (em 1991). A taxa de variação negativa foi de quase 50%. Esta substancial diminuição da população verificou-se em todas as freguesias da Baixa e imediações (a chamada Coroa Central) que perdeu no seu conjunto 117 mil pessoas. A principal explicação é o crescente avanço das actividades terciárias ao longo da Avenida da Liberdade e áreas limítrofes[carece de fontes?]; bem como o envelhecimento progressivo da população e a especulação imobiliária[carece de fontes?]. Em 1981 o índice de envelhecimento era já de 135, quando o de Lisboa (a cidade) era de 75.
Esta grande perda teve reflexos inevitáveis no número de famílias que baixaram, nesta década, em 2005 (em 1981, seria 4 475 e em 1991 somente 2 970).
A tendência decrescente na população residente deu-se a partir de 1960, quando o número de habitantes baixou de 19 486 (em 1950) para 14 979 em 1960. De 1970 para 1981, assinalou-se um ligeiro acréscimo, pois, passava de 8 425, para 9 824 residentes.
O estado civil da população com mais de doze anos, seria o seguinte: solteiro – 37,1%; casado – 48,1%; viúvo – 10,0%; separado – 1,6%; divorciado – 3,2% (mais alto do que a média de Lisboa, que era de 1,9%).
Na base dos mesmos dados, evidencia-se que a estrutura etária jovem era composta por: 1 100 indivíduos com menos de doze anos; 289 dos 12 aos quatorze anos; e 584 dos 15 aos 19 anos, num total de 1 973 pessoas. Convirá, por outro lado, refletir que a população residente com mais de 65 anos, tinha a seguinte composição: 611 pessoas de 65 a 69 anos; 498 de 70 a 74 anos; 382 de 75 a 79 anos; 240 de 80 a 84 anos; e 149 com mais de 84 anos, num total de 1 880 indivíduos.
| 1780 | 2 093  | --- |
| 1820 | 3 140  |     |
| 1833 | 3 370  |     |
| 1840 | 2 800  |     |
| 1864 | 2 797  |     |
| 1878 | 3 208  |     |
| 1890 | 5 465  |     |
| 1900 | 7 210  |     |
| 1911 | 12 039 |     |
| 1920 | 16 733 |     |
| 1930 | 20 067 |     |
| 1940 | 21 973 |     |
| 1950 | 19 486 |     |
| 1960 | 14 979 |     |
| 1970 | 8 425  |     |
| 1981 | 9 829  |     |
| 1991 | 4 991  |     |
| 2001 | 4 319  |     |

### Habitação
A evolução da freguesia quanto ao alojamento é bem exemplificativa da especulação imobiliária[carece de fontes?]. O número de alojamento baixou de 3 211 (em 1981) para 2 833 (em 1991) – isto é: menos 378 alojamentos. Também, o número de edifícios baixou de 585 para 546 (menos 39) e que deve ter criado terrenos expectantes[carece de fontes?].
Esta freguesia apresenta (ao contrário de muitas outras) nos seus alojamentos níveis de conforto apreciáveis, como se demonstra pelos índices: 11,1% não dispunha de instalação de banho; 0,4%sem eletricidade; 2,8% sem instalações sanitárias; 1,0% sem abastecimento de água; e 1,6 sem cozinha.
Também o seu parque habitacional revelava, por outro lado, um índice de alojamento com mais de 5 e 6 divisões, 52,6%; enquanto o alojamento de 1 divisão era só 4,7%; os de 2 divisões, 14,8%; de 3 divisões 15,3%; e de 4 divisões, 12,6%. Quanto ao regime de ocupação, 80,2% era o de aluguer e 9,4% de propriedade das próprias famílias. O subaluguer não chegava a 2%. Talvez pelo alto índice de ocupação e pelo regime de aluguer, 49,5% das famílias partilhava o alojamento, pois 50,5% das famílias, viviam só.

### Emprego
A população activa apresentava, em 1981, a seguinte composição:
| Sector primário   | 0,4%  |
| Sector secundário | 17,4% |
| Sector terciário  | 82,2% |

Como já referido, a média de Lisboa para o sector terciário era de 74,1%. A percentagem apresentada só seria, também, ultrapassada pelas freguesias de São Sebastião da Pedreira (com 82,9%) e Mártires (com 87,5%).

### Educação
A freguesia do Coração de Jesus, possui uma vasta variedade de creches e jardins de infância. Assim como de ATL (Actividades nos Tempos Livres).
Na freguesia do Coração de Jesus, existe apenas uma escola. A E.B. 1 Luísa Ducla Soares (uma escola primária).
Porém, tem ao seu redor algumas escolas de 2º e 3º ciclo (como por exemplo a Escola E.B. 2,3 Marquesa de Alorna), e escolas secundárias (como por exemplo, a Escola Secundária de Camões, vulgo Liceu Camões).
Relativamente ao ensino superior, a freguesia possui a Universidade Autónoma de Lisboa, entre outras.
Existem ainda muitas instituições de ensino de Línguas, como a Cambridge School (onde se ensina inglês, francês, alemão e português para estrangeiros), o Instituto Cervantes (exclusivamente de ensino de espanhol).

### Saúde
Na freguesia do Coração de Jesus existem vários hospitais, centros de saúde, clínicas públicas e privadas.
Destaca-se no entanto, o Hospital de Santa Marta e o Hospital Santo António dos Capuchos.[carece de fontes?]

### Qualidade do ar
A freguesia do Coração de Jesus, possuí o ar mais poluído de Portugal[carece de fontes?]. Esta facto explica-se com as principais artérias da cidade se localizarem na freguesia, onde passam milhares de carros diariamente. Porém, o ar é constantemente limpo, e há pouco tempo, a Câmara Municipal de Lisboa assinou um acordo com a empresa responsável por essa mesma limpeza[carece de fontes?], para se efectuarem duas limpezas por dia na Avenida da Liberdade e no Marquês de Pombal (principais artérias de Lisboa[carece de fontes?]).

## Personalidades destacadas
- João Covas Lima (1937 - 2010) - Médico radiologista

## História
Fundada a 11 de Fevereiro de 1770, no então chamado Bairro de Andaluz, a freguesia do Coração de Jesus é atualmente uma das zonas da cidade em que o processo de terciarização mais rapidamente tem avançado[carece de fontes?], com os edifícios de escritórios, bancos e hotéis a substituírem velhos edifícios carregados de história, com a consequente expulsão dos seus moradores[carece de fontes?]. Com cerca de 20 000 habitantes em 1950, vê-se hoje esta freguesia reduzida a uma população residente inferior a 5 000. Se outras razões não houvesse, este facto só por si justifica a urgência de proceder ao levantamento do património histórico desta freguesia que tão depressa vai perdendo a sua identidade[carece de fontes?] e continua tão pouco conhecida, apesar de se situar no coração da cidade de Lisboa.
Porém, existem já inúmeros projectos para renovar esta zona (assim com toda a área que vai do Marquês de Pombal até ao Rio Tejo), incluindo novos edifícios de escritórios e habitação, um reforço no comércio local, remodelação e arranjo das construções já existentes, entre outros[carece de fontes?]; tudo com o intuito de renovar Lisboa, e trazer mais população para o centro da cidade, que viu desaparecer quase metade da sua população em cinquenta anos[carece de fontes?] (preve-se que a população aumente no centro de Lisboa, cerca de 150 000 habitantes até 2012, com isto a capital passará a ter uma população de mais de 600 000 habitantes[carece de fontes?]).

### De Valverde ao Andaluz
A artéria que saindo das Portas de Santo Antão, segue pela Rua de São José, Rua de Santa Marta e Rua de São Sebastião da Pedreira, em direcção a Palhavã (Praça de Espanha), Sete Rios e Benfica, foi durante muitos séculos uma das principais vias de entrada na cidade, existindo já na época romana.
Entre essa velha estrada e o vale onde foi rasgada a Avenida, havia, ainda no século XII, um curso de água, o rio de Valverde, que se encontrava por alturas do Rossio com o braço do Tejo que então penetrava a toda a largura pela Baixa.
Toda a zona de Valverde ficou integrada nos arrabaldes da freguesia de Lisboa, fundada logo a seguir à conquista de Lisboa em 1147.
Os férteis campos de Valverde eram naturalmente aproveitados para hortas que abasteciam a cidade e a documentação desse tempo refere expressamente as «Hortas de Valverde» e o «Caminho entre as Hortas».
Mais a norte ficava o Andaluz (Andaluces ou Andaluzos nas referências mais antigas), onde as inquirições de 1220 assinalam vinhas pertencentes às ordens religiosas.
Tinham bens no Andaluz os frades do Mosteiro de São Vicente de Fora, desde o século XII, e o Convento de Chelas e Convento de São Domingos, no século XIII.
A este último, fundado em 1241, tinha o rei D. Afonso III feito também doações em Valverde.
Ao longo da via de acesso que desembocava no Largo de São Domingos, foram sendo construídas algumas casas, tomando essa rua a designação de Corredoura.
No século XIV, continuou a construção de casas na Corredoura e também em Valverde, enquanto no Andaluz se assinala uma fonte, junto à qual tinha vinhas, em 1329, o rabi-mor Mestre Guedelha. Foi nessa fonte que a Câmara de Lisboa mandou edificar, em 1336, o Chafariz do Andaluz, como se pode ler na inscrição que ostenta no espaldar, junto ao brasão de Lisboa e à pedra de armas de D. Afonso IV.

### Às portas da cidade
As muralhas da cerca fernandina, construídas de 1373 a 1375, tinham uma das suas principais entradas na referida Corredoura de São Domingos, por alturas da actual Casa do Alentejo e do Palácio dos Almada. A essa entrada deu-se o  nome de Portas de São Domingos e no século XV de Portas de Santo Antão. O Convento de Santo Antão, de Frades Agostinhos Descalços, foi fundado em 1400, próximo do actual Largo da Anunciada. Aí permaneceram os frades até 1539, altura em que trocaram a sua casa conventual com a das freiras Dominicanas da Anunciada, estabelecidas desde 1519 na Mouraria (no Coleginho, actual Igreja do Socorro). Com a partida dos frades de Santo Antão, ficou com o seu nome na rua; com a vinda das freiras da Anunciada, deu-se nome ao largo.

### Hortas ameníssimas e quintas deliciosíssimas
Em meados de século XVI, havia no vale de Andaluz três quintas principais: a da Bolonha, a de António Caldeira e a de D. Álvaro de Castro. A Rua Direita da Santo Antão até ao Chafariz do Andaluz continuava a ser o eixo dinamizador desta zona. Em 1545, foi fundada a ermida de S. José de Entre-as-Hortas, um pouco acima do Convento da Anunciada, e logo em 1567, por decisão do Cardeal D. Henrique foi criada a freguesia de São José que ficou a abranger todo o vale de Andaluz e portanto o território da futura freguesia do Coração de Jesus.
Em 1578, D. Álvaro de Castro vinculou a sua quinta junto ao Chafariz de Andaluz a morgadio que passaria para o Convento de São Domingos, caso não tivesse sucessão. Uma descrição de Lisboa, em 1548, dá-nos uma curiosa imagem destes lugares: «Depois deste Convento (da Anunciada) segue uma rua muito extensa, cujas casas mais de aparência campestre que urbana, ostentam rara magnificência, em razão das hortas ameníssimas e quintas deliciosíssimas que muitos fidalgos edificam naqueles sítios, por estarem mais desembaraçados e livres de casaria que de portas adento da cidade» (Padre Duarte de Sande, Lisboa em 1584, Arquivo Pitoresco, Tomo VI).

### O Convento de Santa Marta e o invulgar movimento da Estrada de Andaluz
Onde, em 1571, D. Sebastião tinha estabelecido um recolhimento para donzelas pobres, foi fundado em 1580 o Convento de Santa Marta, estando as obras concluídas em 1583 e a igreja edificada em 1612.
No início do século XVII, a Estrada de Andaluz ou das Portas de Santo Antão, era a mais movimentada de todas as estradas na cidade. Luís Mendes de Vasconcelos, nos «Diálogos do Sitio de Lisboa» (1608) dá-nos a seguinte descrição: «A qualquer hora do dia que por ela se caminha se vê a estrada continuamente acompanhada das cargas que entram e das cavalgaduras que saem descarregadas (…) E não trazem um só mantimento, mas todos os que usamos para sustento e para regalo, trazendo trigo, cevada, vinho, hortaliças, frutas de todas as sortes e de todos os tempos, leite, nata e manteiga todo o ano, cabritos, coelhos, perdizes; e como um perene rio, está isto continuamente correndo sem cessar».
Frei Nicolau de Oliveira, no «Livro das Grandezas de Lisboa» (1620), confirma essa informação e fala na passagem diária de 1500 cavalgaduras. Referindo-se ao Vale de Andaluz, diz este autor: «Terá um quarto de légua de comprido, por outro lado é povoado por grandes e nobres casas, no outro por fertilíssimas hortas».

### Mais conventos e início da expansão urbana
Antes de morrer (1611), D. Jorge de Ataíde, Conde da Castanheira, doou uma propriedade sua, chamada a Horta da Palmeira, aos frades de São Bruno (ou Cartuxos) para ai fazerem um hospício.  Essa casa conventual, o Hospício dos Brunos existiu na Rua do Salitre até 1834 e foi uma exploração de nitreiras na horta dos frades que deu o nome de «salitre» à rua. Na segunda metade do século XVII, foi edificado o Palácio dos Condes de Redondo, depois Marqueses de Borba (actual edifício da UAL – Universidade Autónoma de Lisboa). Ali residiu algum tempo a rainha D. Catarina de Bragança, viúva de Carlos II de Inglaterra.
Em 1697, tendo falecido D. João de Castro, último possuidor do morgado do Andaluz, a quinta passou para a ordem de São Domingos que ali fundou, em 1699, o Convento de Santa Joana, destinado a hospício para missionários da Índia. A Igreja de Santa Joana foi concluída alguns anos depois, em 1712.
Entretanto, no vizinho Convento de Santa Marta, havia em 1707 «65 religiosas de véu preto, 1 noviça, 3 educadas e 16 conversas».
Outra casa religiosa, fundada nesta zona foi o Hospício de Nossa Senhora do Carmo (1743) e que ficava na Rua de Santa Marta, esquina com a Travessa do Loureiro.
No início do século XVIII, existia já um conjunto de ruas na encosta a nascente das Ruas de São José e Santa Marta, formando o núcleo antigo desta freguesia. Uma corografia de 1712 refere os seguintes arruamentos: Rua Direita do Andaluz, Travessa de João do Loureiro, Travessa do Despacho, Travessa das Parreiras, Travessa do Açougue, Calçadinha de Santo António, Travessa de Melro e Travessa das Freiras.

### Depois do terramoto: a criação da freguesia
O terramoto de 1755 provocou alguns estragos no Convento de Santa Joana, que em 1766 já estava reedificado. Para ali transitarem as freiras do Convento da Anunciada e algumas do Convento da Rosa, formando uma só comunidade de religiosas com o sob o orago de Santa Joana.
Um dos planos de reconstrução da cidade, feito em 1756 por Carlos Mardel, projetava a abertura de ruas de traçado regular por entre as hortas (ditas da Cera) a poente da Rua Direita de Santa Marta e até à Estrada do Salitre. Não se concretizou esse projecto e as Hortas da Cera persistiram até à abertura da Avenida da Liberdade (1880 – 1886).
Entretanto, as freiras de Santa Joana não perdiam tempo e obtiveram um privilégio, na época de grande importância: foram-lhes concedidos os sobejos e mais a terça parte da água do Chafariz de Andaluz.
Por solicitação das freiras, em 11 de Fevereiro de 1770, foi fundada a freguesia de Santa Joana, com sede paroquial na igreja do convento. O território da nova freguesia foi destacado da freguesia de São José e pequenas parcelas de São Sebastião da Pedreira e Pena.
Com a remodelação de 1780, sua denominação passou a ser freguesia do Santíssimo Coração de Jesus e a sede foi fixada na igreja do Hospício de Nossa Senhora do Carmo. A freguesia contava então 626 fogos e 2093 habitantes.
Estava em construção uma igreja própria que ficou concluída em 1790 e que estava situada também na Rua de Santa Marta, defronte da igreja do Convento de Santa Marta. A igreja matriz do Coração de Jesus existiu naquele local até cerca de 1970, altura em que foi demolida (hoje encontra-se no seu local, o Instituto Cervantes).

### Transformações oitocentistas
Ao iniciar-se o século XIX, a freguesia do Coração de Jesus tinha já mais de 4 mil habitantes, mas entrou numa fase de estagnação só alterada por volta de 1880.
Uma planta da cidade de Lisboa, datada de 1807, mostra-nos com nitidez o que era a freguesia nesse tempo. O eixo principal era ainda a Rua de Santa Marta, com edificações de ambos os lados até ao Chafariz de Andaluz. Dali partia uma azinhaga que ia dar à Rua do Salitre, atravessando o Vale do Pereiro. Por detrás do Convento de Santa Joana era a Travessa de Lázaro Verde e mais abaixo, entre campos e hortas, passavam a Calçada da Natária e a Travessa do Enviado de Inglaterra (ainda existente, em parte). No começo da Rua do Salitre, ficava a Praça de Touros do Salitre, construída entre 1777 e 1780 e que foi depois circo de cavalinhos e serviu para espetáculos diversos até ser demolida em 1880.
Fortemente atingida pelas várias epidemias de cólera-morbo e pela febre-amarela que, em 1857, provocou numerosas mortes em todo o bairro na encosta de Santa Marta, a freguesia do Coração de Jesus viu a sua população diminuída como se observa pelos censos:
| Anos | Fogos | População |
| ---- | ----- | --------- |
| 1820 | 731   | 3140      |
| 1833 | 750   | 3370      |
| 1840 | 700   | 2800      |
| 1864 | 798   | 2797      |
| 1878 | 9941  | 3208      |
| 1890 | 1188  | 5465      |
| 1900 | 1493  | 7210      |

A recuperação demográfica patente nas últimas décadas do século XIX, está relacionada com os novos bairros em construção e que tão marcadamente vieram alterar a fisionomia urbana deste território.

### A Avenida e o Bairro Camões
Já em 1859, tinha surgido a proposta de abertura de um boulevard entre o Passeio Público e as portas da cidade, atravessando Vale de Pereiro em direção à Estrada da Circunvalação, em São Sebastião da Pedreira.
No entanto, só em 1879, foi possível o início das obras, por decisão de Rosa Araújo, o dinâmico pasteleiro que foi presidente da Câmara Municipal de Lisboa.
Em 1880, as obras da Avenida da Liberdade acabavam com o Passeio Público e com as Hortas da Cera e, em 1886, atingiam a Rotunda. Dum e outro lado, foram surgindo palacetes ao gosto romântico e ecléctico, de que sobrevivem alguns exemplares. Das antigas hortas, resta a memória na toponímia, com a pequenita Travessa da Horta da Cera, entre a Rua do Salitre e a Avenida. Do lado ocidental da Avenida, depois de um acordo com o capitalista Barata Salgueiro, proprietário dos terrenos, construía-se um novo bairro, desde logo para uma classe burguesa abastada.
Do lado oriental, desde 1878 que nos terrenos do Conde de Redondo, a atravessar dificuldades financeiras, tinha princípio uma urbanização promovida pela Companhia do Bairro de Camões, em que pontificava o Conde de Burnay, de alcunha o «Topa Tudo». A primeira rua a ser aberta foi a Rua Sociedade Farmacêutica e, em 1880, com as obras ainda no começo, procedeu-se à solene inauguração do Bairro Camões, assim chamado devido às comemorações do tricentenário da morte do genial épico.
À Rua do Conde Redondo ainda se chamou Avenida da Índia, até 1902, altura em que a companhia urbanizadora estava já na falência, assumindo a Câmara Municipal a conclusão do bairro que se prolongou pela Primeira República, apanhando ainda a época dos «gaioleiros» e a duvidosa qualidade das suas construções.

### Da Primeira República aos nossos dias
Na Rotunda e Avenida da Liberdade ocorreram os episódios mais significativos da Revolução Republicana de 1910 e desde então a história da avenida confunde-se com a história da cidade. Por ali passaram cortejos cívicos, paradas militares, corsos carnavalescos, as marchas populares, jornadas de luta, etc… Com a República, foi alterada a denominação de várias paróquias civis e o Coração de Jesus passou a ser a freguesia de Camões, com aliás ainda se lê nalgumas placas esquecidas nos limites da freguesia.
O Convento de Santa Marta passou a hospital, enquanto o Convento de Santa Joana serviu para Arquivo Histórico do Ministério das Finanças e instalações da Polícia e Brigada de Trânsito.
Nos anos 1930 foram construídos muitos edifícios modernistas na Rua Joaquim António de Aguiar, na Rua Castilho, na Rua Rodrigues Sampaio, etc… A arquitectura dos anos 1940 também deixou as suas construções características no início da Rua Alexandre Herculano e Rua Rodrigues Sampaio, entre outras.
A partir do recenseamento de 1950, começa a observar-se uma diminuição da população residente na freguesia, tendência que se agravou progressivamente nas décadas seguintes, como se constata através do seguinte quadro:
| Anos | População |
| ---- | --------- |
| 1911 | 12 039    |
| 1920 | 16 733    |
| 1930 | 20 067    |
| 1940 | 21 973    |
| 1950 | 19 486    |
| 1960 | 14 974    |
| 1970 | 8 425     |
| 1981 | 9 824     |
| 1991 | 4 991     |
| 2001 | 4 319     |

Pela sua localização privilegiada, de centro funcional de prestigio, tem esta zona assistido a todas as novidades arquitectónicas, muitas delas polémicas, como foi o caso do edifício «Franjinhas», em 1965, da nova igreja do Coração de Jesus, em 1970, ou mais recentemente o edifício Heron.
Entretanto, prosseguem as demolições e a descaracterização, parecendo impossível deter a pressão imobiliária dos grupos multinacionais.
O PDR aponta para esta área um conjunto de regras que definem e enquadram a substituição de edifícios de habitação por escritórios, não inviabilizando os primeiros, fixando as populações no tecido urbano desta zona.
Procurar-se-á, deste modo, defender a qualidade de vida urbana na relação harmoniosa entre construção para a habitação e a construção para os serviços. Aguarda-se que assim suceda e que a qualidade de vida urbana seja realidade.

## Património
Integrada numa zona da cidade que nas últimas décadas viu desaparecer cerca de metade do seu património edificado, a freguesia do Coração de Jesus apresenta ainda significativos exemplares de diversos estilos e épocas (desde o século XIV) que coexistem, no diálogo possível, com as últimas novidades de uma arquitetura de empresas que, erguendo torres de vidro e aço, parece querer antecipar-nos a Lisboa do século XXI.
São alguns desses valores patrimoniais mais representativos que vou descrever, agrupados por conjuntos e, dentro destes, por ordem cronológica.

### Núcleo antigo de Santa Marta e Andaluz
- Chafariz do Andaluz, 1336, Largo de Andaluz – ostenta no seu espaldar, uma pedra de armas de D. Afonso IV sobre uma lápide bipartida, com o brasão da cidade à esquerda e uma inscrição, à direita, onde pode ler-se: "Na era de 1374, o concelho da cidade de Lisboa mandou fazer a fonte a serviço de Deus e do nosso Rei D. Afonso por Gil Esteves tesoureiro da dita cidade e Afonso Soares, escrivão, a Deus graças".
- Antigo Convento e Igreja de Santa Marta, fundado em 1612, Rua de Santa Marta, junto ao nº 56 – o antigo Mosteiro das Religiosas Franciscanas, Claristas da Segunda Regra (Urbanistas), da invocação de Santa Marta, teve a sua primeira pedra lançada em 1612, sucedendo a outro, existente no mesmo local, desde 1583, e que por sua vez sucedera a um recolhimento para donzelas pobres, fundado em 1571, por D. Sebastião. Embora com muitas alterações, ainda podemos encontrar o núcleo primitivo do convento, no corpo central do conjunto de edifícios que constituem o Hospital de Santa Marta. Do notável conjunto de arquitectura maneirista, destacam-se o claustro, a Casa do Capítulo e a igreja, cujo portal ostenta a data de 1630. O Mosteiro e Igreja de Santa Marta conservam um vasto repositório da azulejaria dos séculos XVII e XVIII, salientando-se os frontais de inspiração oriental, no claustro , e os painéis figurativos da Sala do Capítulo. A Igreja de Santa Marta está classificada como Imóvel de Interesse Público (Decreto nº 35 532, de 15 de Março de 1946).
- Palácio dos Condes de Redondo, segunda metade do Século XVII, Rua de Santa Marta, nº 56 – classificado como Imóvel de Interesse Público (Decreto nº 735/74, de 21 de Dezembro). Excelente exemplar da arquitetura senhorial seiscentista, o Palácio dos Condes de Redondo foi erguido ou reedificado pelo sétimo ou oitavo titular daquela família. A longa fachada do palácio apresenta uma certa monotonia, apenas quebrada pelas pilastras que separam os sete módulos de edifício e pelo portal que alguns consideram uma réplica do portal da igreja do vizinho Convento de Santa Marta. No interior, assinalam-se como motivos de interesse o chamado Pátio de Honra e uma boca de poço seiscentista. Atualmente, está instalada no palácio, a sede da Universidade Autónoma de Lisboa ( a UAL).
- Antigo Convento de Santa Joana, fundado em 1699, Rua de Santa Marta, nº 61 – inicialmente hospício de missionários dominicanos da Índia, o Convento de Santa Joana foi, depois do Terramoto, ocupado pelas freiras dos conventos da Anunciada e da Rosa. Extintas as ordens religiosas e tendo falecido a última freira, a cerca foi urbanizada e as casas ocupadas por diversos serviços públicos (Arquivos do Ministério das Finanças, Esquadra da PSP, Instalações da Brigada de Trânsito). Pouco resta da primitiva construção dominicana. Um portal, à esquerda de quem sobe a Rua de Santa Marta, abre para um pátio, onde se vê, à direita, o portal do convento, com um baixo-relevo no tímpano, representando a Anunciação. Segue-se o átrio, revestido ainda de dois painéis de azulejos, onde se abria a porta da igreja, data de 1712.
- Casa das Conchas, século XVIII, Rua de Santa Marta, nº 19 – classificado como Imóvel de Interesse Público (Decreto nº 735/74, de 21 de Dezembro). Edifício de três pisos, com janelas de sacada e gradeamentos em ferro, muito trabalhado. No piso térreo, abrem-se três portas, sendo as laterais encimadas por concheados de um barroquismo exagerado.
- Conjunto de Edifícios de Habitação, século XVIII  (Alterações Posteriores), Rua de Santa Marta, nº 44 a 48 – classificado como Imóvel de Interesse Público (Decreto nº 735/74, de 21 de Dezembro). O edifício corresponde ao número 44, tem cinco pisos e é rematado por uma balaustrada. O outro imóvel, o número 48, é de três pisos, encimados por um frontão triangular. Atualmente, este edifício encontra-se em obras, depois destas terminarem (em 2009), será um novo hotel, o Hotel de Santa Marta.
- Palácio dos Condes de Penamacor e Instituto Oftalmológico Dr. Gama Pinto, século XVIII (alterações em 1887, 1911 e 1928), Travessa Larga, nº 2 a 6; Rua do Passadiço, nº 35 a 39; Travessa do Loureiro, nº1; Beco de Santa Marta, nº 4
- Moradia Unifamiliar, segunda metade do século XIX, Travessa Larga, nº 5 – com rara azulejaria de fachada, esta moradia apresenta também notáveis gradeamentos em ferro, na porta e em varandas.
- Edifícios de Habitação, 1935, Largo de Andaluz, nº 25 a 28 – arquiteto: Cassiano Branco

### Rua do Salitre
- Edifício de Habitação, século XVIII, Rua do Salitre, nº 28 a 32 – edifício pombalino, com mansarda. Revestido de azulejos marmoreados e outros a imitar padrões do século XVIII.
- Palacete Alves Machado, 1875, Rua do Salitre, nº 62-64 – construído em 1876, por João Alberto Lopes, o edifício passou, dois anos mais tarde para a posse de José Alves Machado e mais tarde passou para a posse do seu irmão Manuel Joaquim Alves Machado, que enriquecera no Brasil, e a quem foi dado o título de Visconde de Alves Machado, em 1879 e o de Conde de Alves Machado em 1896. Este palacete alberga diversos frescos do pintor Pereira Cão, que ali concebeu quase um “catálogo” e decálogo de salas de diferentes estilos e em que se destacam, pela sua originalidade, as pinturas que adornam as paredes da escadaria nobre.[2] Depois de conhecer diversos proprietários, o Palacete foi adquirido, em 1989, pela Fundação Oriente que ali executou obras de restauro.[3][4][5]
- Palácio dos Condes de Alto Mearim-Fundação Oriente, 1876, Rua do Salitre, nº 66-68 – construído pela Companhia de Crédito Edificadora Portuguesa, em estilo neobarroco, este palácio teve como primeiro proprietário Vicente de Castro Guimarães, passando em 1893 para os Condes de Alto Mearim. Em 1938, foi vendido em hasta pública, ficando a pertencer à Federação Nacional de Produtores de Trigo. Em 1989, a Fundação Oriente adquiriu o imóvel, onde se instalou, em 1990. Pelos muros do jardim, podem-se observar painéis de azulejos, do século XVIII, de Bartolomeu Antunes.
- Vila do Alto Mearim, finais do século XIX, Rua do Salitre, nº 82 – um portal artístico dá acesso ao pátio, ladeado por construções oitocentistas.

### Avenida da Liberdade e Rotunda
A abertura da Avenida da Liberdade marcou o início da expansão de Lisboa para o norte e foi, sem dúvida, o grande acontecimento urbanístico do último quartel do século XIX (1879-1886).
Sacrificando o antigo Passeio Público, a grande Alameda Arborizada, nunca teve monumentalidade dos boulevards parisienses que pretendera imitar. Ainda assim, os palacetes e prédios de rendimento, de finais do século XIX e inícios do século XX, são a imagem e memória de uma época e, enquanto tal, justificam a sua preservação como património cultural.
- Palacete de Conceição da Silva, 1891, Avenida da Liberdade, n.º 226-228 – classificado como Imóvel de Interesse Público (Decreto nº 735/74, de 21 de Dezembro). Projecto do arquitecto francês Henri Lusseau. O imóvel, decorado ao gosto neomourisco, apresenta a fachada dividida em três corpos, sendo o central mais elevado e rematado por ameias de concepção mudéjar. As janelas de todos os andares são ornamentadas com vitrais que prenunciam já o período Arte Nova.
- Conjunto de Edifícios, 1890, Avenida da Liberdade, n.º 207 a 219 – prédios de rendimento, a formar gaveto com a Rua Rosa Araújo, destacando-se o número 211, a Farmácia Liberal, com mobiliário e motivos decorativos da época. O mobiliário desta está exposto no Museu da Farmácia
- Hotel Veneza, 1891, Avenida da Liberdade, n.º 187-189 – imóvel de três pisos, ao gosto neomourisco, algo adulterado.
- Prédio de Rendimento, finais do século XIX, Avenida da Liberdade, n.º 163 a 173 – exemplar característico do ecletismo de fim de século.
- Prédio de Rendimento, 1900, Avenida da Liberdade, n.º 190; Rua Manuel Jesus Coelho, n.º 16 – ecléctico, com predomínio de elementos neo-renascentistas.
- Prédio de Rendimento, 1906, Avenida da Liberdade, n.º 202-204 – neo-Renascença, mandado construir por Bernardino João de Carvalho.
- Prédio de Rendimento, início do século XX, Avenida da Liberdade, n.º 262-264 – arquitecto: Jorge Pereira Leite, menção honrosa do Prémio Valmor, 1904.
- Edifício de Habitação Unifamiliar, 1900, Avenida da Liberdade, n.º 268-270; Praça do Marquês do Pombal, n.º 18 – projeto do técnico Alberto Pedro Silva que foi sede da Associação dos Industriais de Moagem, estando atualmente afeta ao Instituto Camões.
- Prédio de Rendimento, 1901, Praça do Marquês de Pombal, n.º 6 – arquiteto: Ventura Terra.
- Edifícios de Habitação Geminados, 1912-1915, Avenida da Liberdade, nº 206 a 218; Rua Rodrigues Sampaio, n.º 27 a 35 – arquitecto: Norte Júnior. Exemplo típico de uma arquitectura influenciada pela Arte Nova. Escadas e marquises em ferro, fazem a articulação dos dois edifícios. Prémio Valmor, 1915. Classificação Camarária.
- Conjunto de Edifícios de Habitação, 1930, Rua Joaquim António de Aguiar, n.º 5 a 21 – interessante conjunto de edifícios Art Déco (números 5, 9 e 13), junto a um exemplar do revivalismo neobarroco (número 19), projecto do arquitecto Tertuliano Marques.
- Conjunto de Prédios de Rendimento, 1930-1937, Rua Joaquim António de Aguiar, n.º 33 a 37 – o edifício número 33 é ainda influenciado Art Déco, enquanto os números 35 e 37 são já afirmações do modernismo radical, projetadas pelo engenheiro Ávila Amaral (1937) e pelo arquiteto Cassiano Branco (1936), respetivamente.
- Edifício do Diário de Notícias, 1939-1940, Avenida da Liberdade, n.º 266 – Prémio Valmor, 1940. Imóvel de Interesse Público (Decreto nº 1/86, de 3 de Janeiro). Projetado pelo arquiteto Porfírio Pardal Monteiro, o edifício do Diário de Noticias é uma obra inovadora do ponto de vista formal e pela utilização de diversos materiais e seu tratamento. De salientar a decoração da empena cega com um mosaico cerâmico de Almada Negreiros e, no interior, painéis alegóricos, pintados a fresco também desse autor.
- Cinema São Jorge, 1947-1950, Avenida da Liberdade, n.º 175 – arquitecto: Fernando Silva. Prémio Municipal.
- Conjunto de Edifícios, 1950, Praça Marquês de Pombal, n.º 1, 2, 8 e 12-17 – projecto do arquitecto Carlos Ramos.
- Edifício do Lloyd's Bank (actual BBVA), 1988, Avenida da Liberdade, nº 222; Rua Barata Salgueiro, nº6 – exemplo do chamado neomodernismo, este edifício foi projectado pelo arquitecto António Nunes de Almeida, e recebeu o Prémio Valmor de 1988.

### Bairro Barata Salgueiro
A urbanização dos terrenos adjacentes à parte ocidental da Avenida só avançou a partir de 1889, depois de acordo entre a Câmara e o capitalista Dr. Antão Barata Salgueiro, proprietário de uma larga área nessa zona. Os arruamentos, abertos desde 1882, tomaram os nomes de vultos do liberalismo e foram sendo ladeados de palacetes particulares e sólidos prédios de rendimento, destinados a uma classe burguesa abastada. Restam ainda diversas construções dessa época, estando no entanto a unidade do conjunto cada vez mais prejudicada pelos novos edifícios que proliferam de forma imparável.
- Edifício de Habitação Unifamiliar / Direcção-Geral da Aeronáutica Civil - 1890, Avenida da Liberdade, n.º 193, esquina Rua Barata Salgueiro

Palacete do tipo Segundo Império, como havia outros (do lado oposto por exemplo) na Avenida e no Bairro Barata Salgueiro.
No átrio, uma excelente imitação de mosaico romano.
- Edifício de Habitação Unifamiliar/ Cinemateca Portuguesa - 1885, Rua Barata Salgueiro, n.º 39
- Palacete e Edifício da Junta Nacional do Vinho - Finais do Século XIX/ 1941, Rua Mouzinho da Silveira, n.º 5

Integrando um antigo palacete, o arquiteto Cassiano Branco projetou as instalações da Junta Nacional do Vinho segundo os cânones arquitetónicos do Estado Novo.
- Prédio de Rendimento / Edifício do Jornal Expresso - 1902, Rua Braamcamp, nº 3; Rua Duque de Palmela, nº 37

Arquiteto: Ventura Terra. Até à relativamente pouco tempo era possível observar-se as faixas horizontais de azulejos com motivos Arte Nova.
Nota: Este edifício foi remodelado já em 2008, tendo-se instalado Barclays Bank.
- Sociedade Nacional de Belas-Artes - 1906-1913, Rua Barata Salgueiro, n.º 36

Arquitecto: Álvaro Machado
Classificação Camarária.
- Frente de Quarteirão- finais de século XIX/1920, Rua Alexandre Herculano, n.º 15 a 29; Avenida da Liberdade, n.º 229

Significativo conjunto de edifícios eclécticos, de que se destacam o número 23, do arquitecto Norte Júnior e os números 25 e 27, do arquitecto Ventura Terra. Ao imóvel número 25, foi atribuído o Prémio Valmor, em 1911.
- Prédio de Rendimento - 1914, Rua Braamcamp, n.º 6

Arquitecto: Ernesto Korrodi
- Hotel Florida / Galeria comercial com atravessamento de quarteirão 1959/62; Pr. Marquês de Pombal nº1 /R. Duque de Palmela nº 34

Arquitecto: Jorge Ferreira Chaves
- Edifício do Centro Electrónico - 1966, Rua Castilho, n.º 26

Arquiteto: Carlos Ramos
- Edifício «Franjinhas»- 1965, Rua Braamcamp, n.º9

Arquitetos Nuno Teotónio Pereira, João Braula Reis, Malato e António Pinto Freitas. Deve o seu nome às placas que recobrem parcialmente as janelas, permitindo no entanto entradas de luz e uma original visualização da cidade do interior para o exterior.
Prémio Valmor, 1971.
- Prédio de Rendimento/ Edifício Heron Castilho - 1921/Remodelação quase total em 1985-1991, Rua Braamcamp, n.º 40

Integração algo polémica da fachada original da autoria de Norte Júnior. Foi demolido todo o resto do edifício e duplicou-se o número de pisos com uma estrutura de vidro e aço. Este projecto é dos arquitectos Henrique Chicó, João Pedro Conceição Silva e Francisco Manuel da Conceição Silva. E constitui o mais conhecido exemplo do ecletismo tardo-moderno, que agora alastra pela cidade.
- Edifício Zurich - finais do século XIX/ Remodelação em 1986-1992, Rua Barata Salgueiro, nº 41

Outro edifício eclético tardo-moderno, em que o projecto do arquitecto Henrique Chicó apenas aproveitou alguns elementos da fachada
- Banco Chemical - 1992, Rua Barata Salgueiro, nº 35

Arquiteta Sua Kay. Interessante exemplo da arquitetura cosmopolita que designam por «Corporate Post-Morden».
- Edifício Fundação - 1993, Rua Barata Salgueiro, nº 30

Projeto de João de Almeida, Pedro Emauz e Silva e Carlos Sousa Coelho - (Arqui III). A mesma linguagem do vizinho Banco Chemical.
Entre os muitos edifícios que ficaram por assinalar, no Bairro Barata Salgueiro, devem referir-se na Rua Rosa Araújo, os números 4-10, 37-39, 16 e 41, todos do início do século XX; na Rua Mouzinho da Silveira, os números 7-21 e 23-25, da mesma época; na Rua Alexandre Herculano, número 33 e na Rua Braamcamp, o número 10, estes dois, exemplos do que chamaríamos «Gaioleiros» de boa qualidade.

### Bairro Camões
Solenemente inaugurado em 10 de Junho de 1880, o Bairro Camões foi edificado nos terrenos da quinta anexa ao Palácio dos Condes de Redondo, ocupando uma vasta encosta a leste da Rua de Santa Marta. A urbanização prolongou-se até cerca de 1930, apresentando os edifícios uma certa uniformidade na tipologia de construção. A maioria é prédios de rendimento, na altura destinados às classes médias, destacando-se alguns imóveis mais pelos pormenores decorativos do que pela originalidade arquitectónica.
- Conjunto de Prédios de Rendimento- Finais do Século XIX/1910

Rua da Sociedade Farmacêutica, nº 48-68
Observem-se as faixas de azulejos Arte Nova nos números 54 e 68.
Na Rua da Sociedade Farmacêutica, a primeira do Bairro, há outros edifícios igualmente representativos dessa fase, como por exemplo os números 6 e 7 a 19 e 27 a 47.
- Conjunto de Prédios de Rendimento- Início do Século XX

Rua Luciano Cordeiro, nº 26-54
Com interesse enquanto conjunto, estes edifícios do tipo «Gaioleiro» são idênticos a outros da mesma rua (números 7-13, 31-47, 53-67 e 101).
- Conjunto de Prédios de Rendimento- Início do Século XX

Rua Ferreira Lapa, nº 11-27
Tal como os números 1 a 7 da mesma rua, estes imóveis apresentam as fachadas com revestimento de azulejos, destacando-se os azulejos enxaquetados dos números 23-25, os frisos dos números 19-21 e o efeito especial das cercaduras nos números 15 e 17, estes com mansardas.
- Conjunto de Edifícios e do Viaduto de Santa Marta- Inicio do Século XX

Avenida Duque de Loulé, nº 79-91; Rua da Sociedade Farmacêutica, nº 27-47; Rua Conde de Redondo, nº 68
A destacar os painéis de azulejos Arte Nova no número 91 da Avenida Duque de Loulé.
- Conjunto de Prédios de Rendimento- Início do Século XX

Avenida Duque de Loulé, nº 101-109; Rua Camilo Castelo Branco, nº 24-32
Interessante solução para gaveto. Edifícios eclécticos, com bons azulejos Arte Nova, no número 105.
- Conjunto de Prédios de Rendimento- Início do Século XX

Avenida Duque de Loulé, nº 86-96; Rua Luciano Cordeiro, nº 117
Conjunto representativo do ecletismo, com acentuação de elementos classicizantes.
- Conjunto de Prédios de Rendimento- 1914

Avenida Duque de Loulé, nº 98-104
Construtor Pedro José Santos. No átrio do número 104, pinturas Arte Nova nas paredes e tecto.
Ainda na Avenida Duque de Loulé, não se devem deixar de referir os edifícios números 36-42 (Padaria de Esquina, elementos de ferro e vidro), números 50-66 e 70 (eclécticos com influência Arte Nova) e os números 112-126 da mesma época.
- Moradia Unifamiliar- Início do Século XX

Rua Camilo Castelo Branco, nº 25
Algumas influências Arte Nova nos ferros e vitral.
- Edifício de Habitação- 1920

Rua Rodrigues Sampaio, nº 152-160
Destacam-se na fachada painéis de azulejos ao gosto romântico e no interior exemplos revivalistas de figuras de convite, também em azulejos.
- Edifício de Habitação- 1937

Avenida Duque de Loulé, nº 95
Engenheiros Jacinto Robalo e Ávila Amaral. Exemplar característico do chamado modernismo radical.
Representativos desta corrente arquitectónica são também na Rua Rodrigues Sampaio, os números 50, 142-150 (arquitecto Couto Martins, 1933), e o número 15 (arquitecto Cassiano Branco, 1938) e mais afastado, na Calçada de Santo António, número 5-A.
- Igreja do Sagrado Coração de Jesus- 1962-1970

Rua Camilo Castelo Branco, nº 4
Projeto dos arquitetos Nuno Teotónio Pereira, Nuno Portas, Vítor Figueiredo e Vasco Lobo.
Muito criticado, na altura, por «difícil identificação» e demasiada utilização do betão, o novo templo do Coração de Jesus consegue uma perfeita inserção urbana, sem prejudicar uma gradual intimidade do espaço religioso.
Prémio Valmor, 1975.

### Estatuária

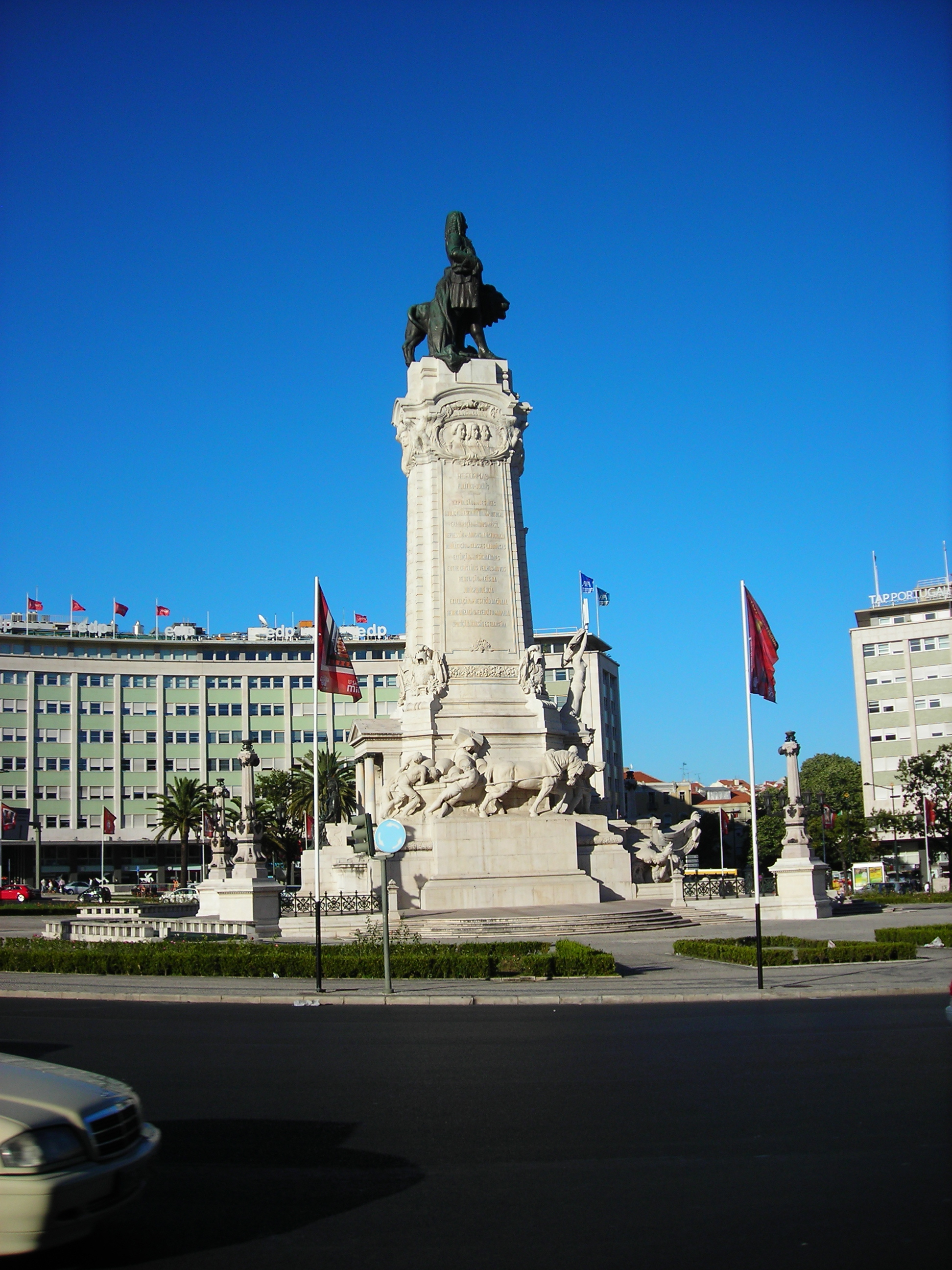
Monumento ao Marquês de Pombal

- Monumento ao Marquês de Pombal- 1914 (projecto)/1926-1934 (construção)

Praça Marquês de Pombal
Projecto de Adães Bermudes, António do Couto, e Francisco Santos. Desde 1882, no centenário da morte do Marquês, que se pensou erguer um monumento em sua honra, mas só em 1917 começaram a preparar-se as fundações. A «primeira pedra» foi lançada segunda vez em 13 de Maio de 1926 e a inauguração teve lugar a 13 de Maio de 1934.
A base do monumento é rica em alegorias alusivas à ação do Marquês. A Lisboa reedificada é representada por uma figura feminina eu olha para a Avenida da Liberdade. Uma proa de nau simboliza a renovação da Marinha Mercante. A Reforma do Ensino está retratada na estátua de Minerva, com uma frontaria de edifício por fundo - a Universidade. A Agricultura está representada por um grupo escultórico que inclui uma junta de bois, um homem com um arado e uma mulher carregando um cesto de uvas. A Pesca é evocada pelas redes. A Indústria, por um operário soprando o vidro.
O fuste apresenta, nas quatro faces, inscrições sobre a obra do Marquês. Na parte superior do fuste, quatro medalhões com as figuras de Machado de Castro, D. Luís da Cunha, Eugénio dos Santos e Manuel da Maia.
O conjunto é encimado pela estátua do Marquês que apoia a sua mão esquerda num leão, não para simbolizar o poder, mas, como na altura foi explicado, a força e a serenidade do Marquês.
- Monumento a Rosa Araújo- 1936

Avenida da Liberdade, defronte da Rua Rosa Araújo
Escultor: Costa Mota, Sob.
Monumento composto de um busto de bronze colocado sobre pedestal de pedra, onde se mostra a figura da cidade de Lisboa em atitude de agradecimento a Rosa Araújo pelos melhoramentos que promoveu.
- Estátua de Alexandre Herculano- 1950

Avenida da Liberdade, no cruzamento com a Rua Alexandre Herculano
Escultor: Barata Feio.
- Estátua de Almeida Garrett- 1950

Avenida da Liberdade, no cruzamento com a Rua Alexandre Herculano
Escultor: Barata Feio.
- Estátua de António Feliciano de Castilho- 1952

Avenida da Liberdade, no cruzamento com a Rua Alexandre Herculano
Escultor: Leopoldo de Almeida.
- Estátua de Oliveira Martins- 1952

Avenida da Liberdade, no cruzamento com a Rua Alexandre Herculano
Escultor: Leopoldo de Almeida.

## Degradação do património e afins
A degradação na Freguesia do Coração de Jesus, está bem patente por todo o lado. A maior parte dos edifícios que a constituem têm problemas estruturais (como rachas, etc) ou estéticos (como cabos de eletricidade nas fachadas, etc), e muitos apresentam já mesmo um adiantado estado de degradação. Vejamos os exemplos a seguir, que demonstram bem o estado da freguesia.

## Património: resumo
- Edifício na Avenida da Liberdade, 193 ou Biblioteca e Arquivo Histórico do MEPAT
- Palácio dos Condes de Redondo, onde se encontra instalada a Universidade Autónoma de Lisboa
- Igreja do Convento de Santa Marta
- Edifício na Rua de Santa Marta, n.ºs. 19 a 19 B
- Edifício na Rua de Santa Marta, n.ºs 44 a 48
- Edifício na Avenida da Liberdade, n.ºs 226 a 228 ou Palacete Conceição e Silva
- Cinema São Jorge
- Igreja do Coração de Jesus

## Transportes Públicos
A Freguesia do Coração de Jesus é servida essencialmente pelo Metropolitano de Lisboa e pela Carris (empresa de autocarros). Os táxis também circulam livremente e com grande intensidade pela freguesia, principalmente na Avenida Fontes Pereira de Melo e na Avenida Duque de Loulé.
No início do século XX teve existência efémera o Elevador de São Sebastião, que atravessava a freguesia.

### Metropolitano

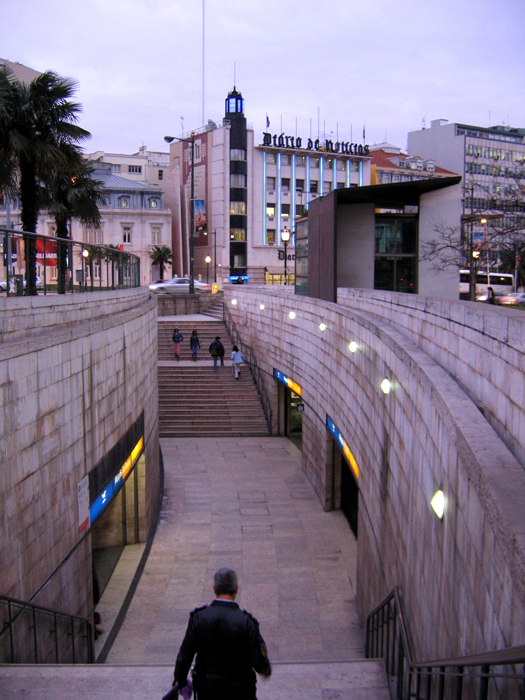
Estação do Marquês de Pombal (Linha Azul e Amarela)

Pela Freguesia do Coração de Jesus passam 2 das 4 linhas do Metro de Lisboa, onde existem 2 das 46 estações do mesmo. Ambas inauguradas em 1958 (ano em que o Metropolitano de Lisboa foi inaugurado).

#### Linha Azul
A Linha Azul entra na freguesia pela Avenida Fontes Pereira de Melo, e sai a meio da Avenida da Liberdade.
As estações que pertencem à freguesia são: Marquês de Pombal (estação dupla) e Avenida (da Liberdade).

#### Linha Amarela
A Linha Amarela entra na freguesia pela Avenida Fontes Pereira de Melo (em direção ao Marquês), e sai direita para o Rato.
A única estação que pertence à freguesia é a do Marquês de Pombal (estação dupla).

### Carris
Pela Freguesia do Coração de Jesus, passam inúmeras carreiras de autocarros, para todos os lados de Lisboa. Incluindo o Aerobus, encarregue de levar todos os passageiros para o Aeroporto de Lisboa.
Também os autocarros turísticos (de 2 andares), são frequentes nesta zona (principalmente na zona do Marquês de Pombal e Avenida da Liberdade).

## Arruamentos
A freguesia do Coração de Jesus continha 45 arruamentos. Eram eles:
| - Avenida da Liberdade - Avenida Duque de Loulé - Avenida Fontes Pereira de Melo - Beco de Santa Marta - Calçada de Santo António - Largo das Palmeiras - Largo de Andaluz - Largo Jean Monnet - Praça do Marquês de Pombal - Praceta da Rua Duque de Palmela - Rua Actor Tasso - Rua Alexandre Herculano - Rua Barata Salgueiro - Rua Bernardim Ribeiro - Rua Bernardo Lima | - Rua Braamcamp - Rua Camilo Castelo Branco - Rua Castilho - Rua da Sociedade Farmacêutica - Rua de Andaluz - Rua de Santa Marta - Rua do Conde de Redondo - Rua do Passadiço - Rua do Prior Coutinho - Rua do Salitre - Rua Dr. Almeida Amaral - Rua Duque de Palmela - Rua Eça de Queiroz - Rua Ferreira Lapa - Rua Joaquim António de Aguiar | - Rua Júlio César Machado - Rua Luciano Cordeiro - Rua Manuel de Jesus Coelho - Rua Mouzinho da Silveira - Rua Nogueira e Sousa - Rua Padre Luís Aparício - Rua Rodrigues Sampaio - Rua Rosa Araújo - Travessa da Horta da Cera - Travessa das Parreiras - Travessa de Santa Marta - Travessa do Despacho - Travessa do Enviado de Inglaterra - Travessa do Loureiro - Travessa Larga |

Existe ainda outro arruamento reconhecido pela Câmara, mas não gerido diretamente por esta:
- Vila do Alto Mearim (Rua do Salitre, 82)